# IC 346
IC 346 ist eine linsenförmige Galaxie vom Hubble-Typ SB0 im Sternbild Eridanus am Südsternhimmel. Sie ist schätzungsweise 89 Millionen Lichtjahre von der Milchstraße entfernt. IC 346 ist Mitglied des Eridanus-Galaxienhaufens.
Das Objekt wurde am 21. Oktober 1887 vom US-amerikanischen Astronomen Frank Muller entdeckt.